# 伊兰·拉蒙
伊兰·拉蒙（希伯來語：אילן רמון，1954年6月20日—2003年2月1日），原名伊兰·沃尔费曼（Ilan Wolferman），是第一位进入太空的以色列宇航员。他于2003年代表以色列航天局参加美国宇航局哥伦比亚号航天飞机的STS-107任务，返回途中遭遇航天飞机失事遇难。拉蒙在成为宇航员之前曾是以色列空军战斗机飞行员。他在空军服役期间参加了赎罪日战争、1982年黎巴嫩战争，还曾在歌剧院行动中驾驶战斗机参与对伊拉克核设施的空袭。1987年，他从特拉维夫大学毕业获得理学士学位，之后回到空军继续服役。服役期间，拉蒙驾驶过A-4天鷹式攻擊機、幻影3-C型战斗机和F-16战隼战斗机三种机型，飞行时间总计超过4,000小时。
1997年，拉蒙当选为以色列首位宇航员，赴美参加训练。2003年，他以有效载荷专家的身份登上哥伦比亚号航天飞机，和其他六位宇航员一同执行STS-107任务。此次任务在以色列国内受到广泛关注，拉蒙也成为该国的国民英雄。他在任务中不仅完成了多项实验，还携带了大屠杀遇难者纪念物和犹太文化的象征物，按照犹太教规饮食起居，与以色列国民产生了强烈的情感共鸣。2月1日，航天飞机在返回过程中失事解体，七位宇航员全部殉职。在此之后，两国政府举行哀悼和纪念活动。以色列国防部为拉蒙追授参谋长感谢勋章，美国总统乔治·沃克·布什追授予拉蒙和其他六位宇航员國會太空榮譽勳章，他因此成为唯一一位获此勋章的非美国籍人士。天文学家还以拉蒙的名字命名了小行星、月球陨石坑和火星山峰。以色列和美国两国民众也以各种形式纪念他，以他的名字命名学校、机场，设立基金会和奖学金鼓励航天事业发展。

## 家庭背景和早年生活
伊兰·拉蒙于1954年6月20日在以色列特拉维夫区拉馬干出生，原名伊兰·沃尔费曼（Ilan Wolferman）。:7他的父母都是犹太人。拉蒙的父亲埃利泽·沃尔费曼（Eliezer Wolferman，1923－2006）出生于德国，在二战前的1935年随全家逃亡至以色列，以躲避纳粹德国的种族灭绝。1948年时，埃利泽和父亲曾一同参加了以色列独立战争。:7:9拉蒙的母亲东尼娅（1929－2003）婚前姓克雷佩尔（Krepel），出生于波兰，二战期间一直未能离开。东尼娅家族中很多人都在犹太人大屠杀中遇难，她和母亲也一度被关押在奥斯维辛集中营，但两人都得以幸存。东尼娅于1949年搬到以色列，在此与埃利泽相识并结为夫妻。:7:9伊兰是沃尔费曼家的次子，他有一个兄长加迪（Gadi）和一个妹妹科哈瓦（Kohava）。:7
伊兰·拉蒙幼年时，父亲调任至迪莫纳附近的核能研究中心工作，全家人自此搬到贝尔谢巴居住。他自幼热爱数学和科学，在学校成绩优秀，还擅长篮球、跑步和游泳等运动。:7:7-9, 14拉蒙在少年时期经历了六日战争，对参军向往已久。:13-15他16岁时在邻居带领下乘坐了一次小飞机，自此迷恋上飞行。1972年，18岁的拉蒙高中毕业入伍，进入以色列空军飞行学校学习。:9:2
以色列首任总理戴维·本-古里安曾要求该国外交官和军人必须使用希伯来名，该国许多年轻人为响应这一要求纷纷改名。:19伊兰在飞行学校期间也将自己的姓氏改为希伯来语的“拉蒙”，这一名字源自他喜爱的内盖夫沙漠景区拉蒙凹地。:14-15

## 空军生涯

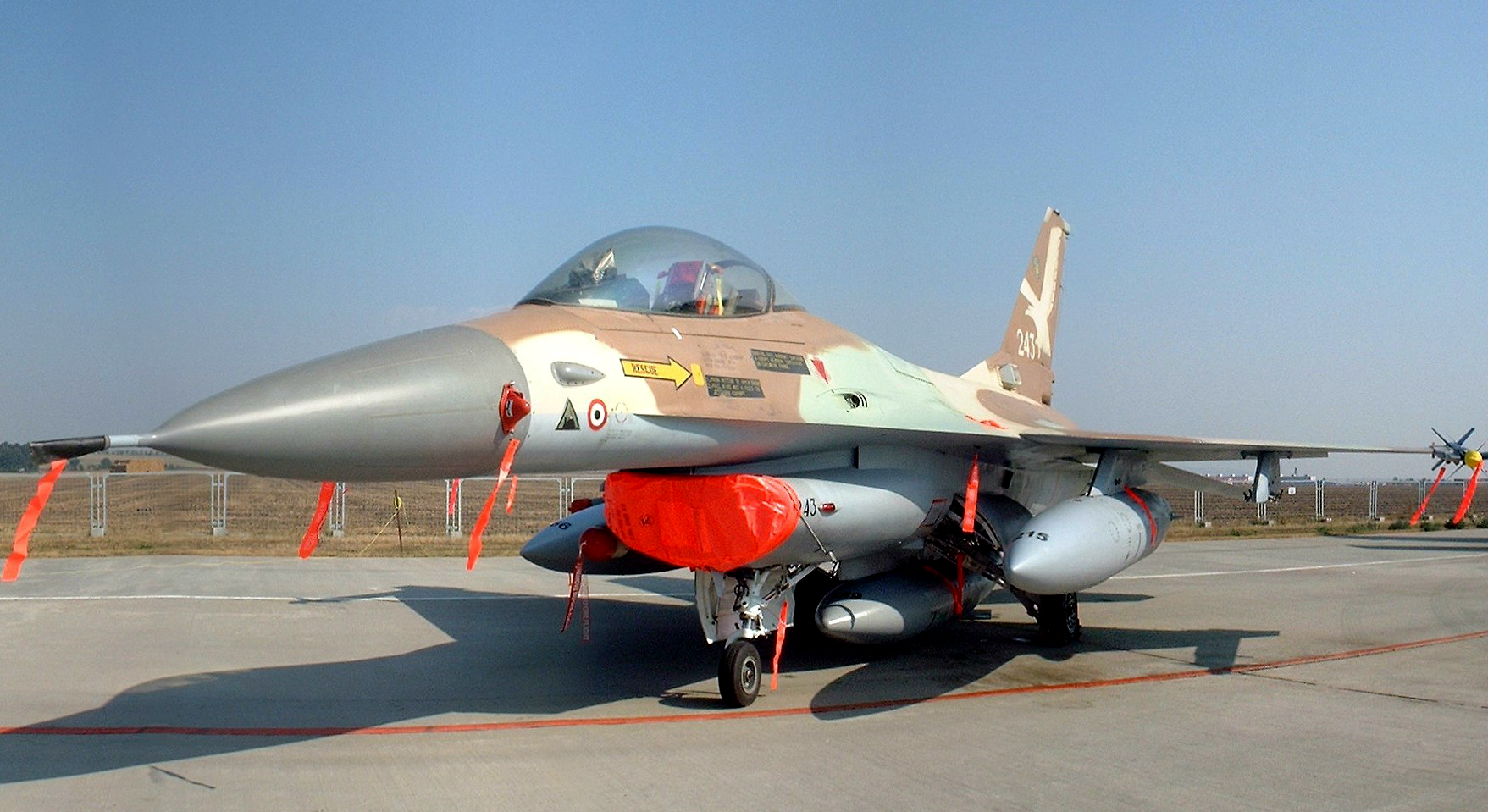
伊兰·拉蒙在歌剧院行动中驾驶的F-16A，机身前部侧面的三角形图案为此次行动的徽章

在校训练期间，拉蒙曾在一次飞行中遭遇坠机，跳伞时撞到机尾受伤，一度停飞数月。:9:18-191973年，他参与了赎罪日战争。一年后，他以班级第一的成绩自飞行学校毕业，成为战斗机飞行员。:9
1974年毕业后，拉蒙参加了A-4天鷹式攻擊機的训练，1976年转为接受幻影3-C型战斗机训练。1980年，以色列空军首次建立F-16战隼战斗机中队，拉蒙成为中队的12名创始成员之一，赴美国犹他州希尔空军基地参加训练。1981年至1983年间，他在F-16中队任副指挥官。:22
1981年6月7日，拉蒙直接参与了以空军的歌剧院行动。在行动中，以色列出动八架F-16战机空袭摧毁了伊拉克首都巴格达附近的奥斯拉克（Osirak）核反应堆，其中一架就是由拉蒙驾驶。拉蒙是此次行动中年龄最小的一位飞行员，这也是他第一次参加实弹空袭。他在八架飞机中排在风险最大的末位发动袭击，最终躲过了伊拉克的两枚导弹反击，顺利完成任务。:22-241982年，拉蒙还参加了黎巴嫩战争。:2
1983年，拉蒙暂时退役，进入特拉维夫大学就读。他于1987年毕业，获得电子科学和计算机工程专业理学士学位，毕业后还曾加入獅式戰鬥機的研发团队。1988年，拉蒙又回到空军，任F-4幽靈II戰鬥機中队副指挥官。1990年，拉蒙参加了中队指挥官训练课程，并出任空军F-16中队指挥官，直至1992年调入作战需求部（Operations Requirement Department）下属的飞行器部门，出任该部门最高负责人。1994年，他晉升为上校，同时升至武器开发装备作战需求部（Department of Operational Requirement for Weapon Development and Acquisition）部长一职，直至1998年卸任。整个服役期间，拉蒙在A-4、幻影3-C和F-4三种机型上的飞行时间累计超过3,000小时。1992年时，他在F-16上的飞行时间也已经超过了1,000小时。驾驶F-16期间，拉蒙还遭遇了第二次飞行事故。他驾驶的F-16与另一架飞机在空中相撞，他靠弹射座椅跳伞成功逃生。日后他曾表示，这两次从飞行事故中幸存的经历使自己打消了对太空飞行的恐惧。

## 航天经历

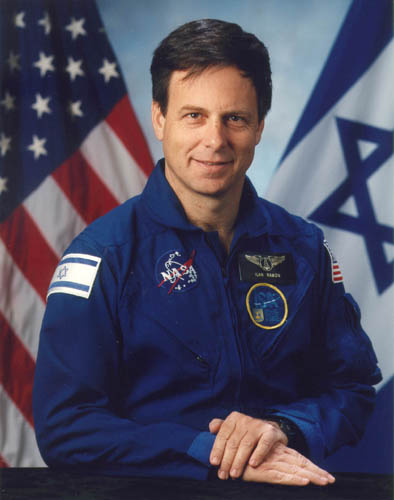
美国宇航局拍摄的伊兰·拉蒙照片

1995年，时任以色列总理希蒙·佩雷斯访美期间与美国总统比尔·克林顿达成航天合作协议。根据协议，美国将帮助以色列训练宇航员参加其航天任务，以色列得以选拔一名宇航员作为任务中的有效载荷专家，负责以方的科学实验。1997年，以色列经过层层筛选，选定拉蒙成为该国历史上的首位宇航员，另选出空军上校伊扎克·梅奥（Yizhak Mayo）作为后备人选。当时的以色列深陷以巴冲突，自杀式炸弹袭击频发，民众情绪低落。以色列人因此将拉蒙入选宇航员的新闻视为提振精神的正面消息，把他视作国家英雄。次年7月，拉蒙和梅奥奔赴美国德克萨斯州休斯敦，开始在林顿·约翰逊太空中心接受宇航员训练。:3
按最初计划，拉蒙最早在1999年就可进入太空，但之后多次推迟。他于2000年入选哥伦比亚号航天飞机的STS-107任务，原计划于2001年发射，最终延期至2003年。北美东部时间2003年1月16日上午10:39，拉蒙乘坐的哥伦比亚号航天飞机自美国肯尼迪航天中心发射升空，与他一起执行任务的还有卡尔帕娜·乔拉、里克·赫斯本德、劳雷尔·克拉克、大卫·布朗、威廉·麦库尔和迈克尔·安德森六位宇航员。拉蒙自此成为首个进入太空的以色列人，该国也因此成为全球第30个有本国宇航员进入太空轨道的国家。这次发射吸引了以色列广大民众的关注，该国前空军总司令埃坦·本-埃里亚胡和阿维胡·本-努等人还率代表团到现场观看。拉蒙也成为该国家喻户晓的英雄人物。他认为这次太空之行实现了以色列的梦想，对整个国家有重要意义，还希望此次任务能让国民不再沉浸于中东战乱的痛苦，增强以色列人的民族自豪感。拉蒙在任务之前坦承，与以色列相关的议题往往会引发争议和冲突，美国宇航局也担心他成为反以恐怖分子的袭击目标，因此加强了肯尼迪航天中心的安保措施。但他对可能出现的安全威胁反应平静，更多强调太空探索能向世人展现团结的意义，希望此次任务能弥合人们之间的分歧，称“我们都是同样的人，我们都是人类。我相信......我们中绝大部分都是善良的人”。

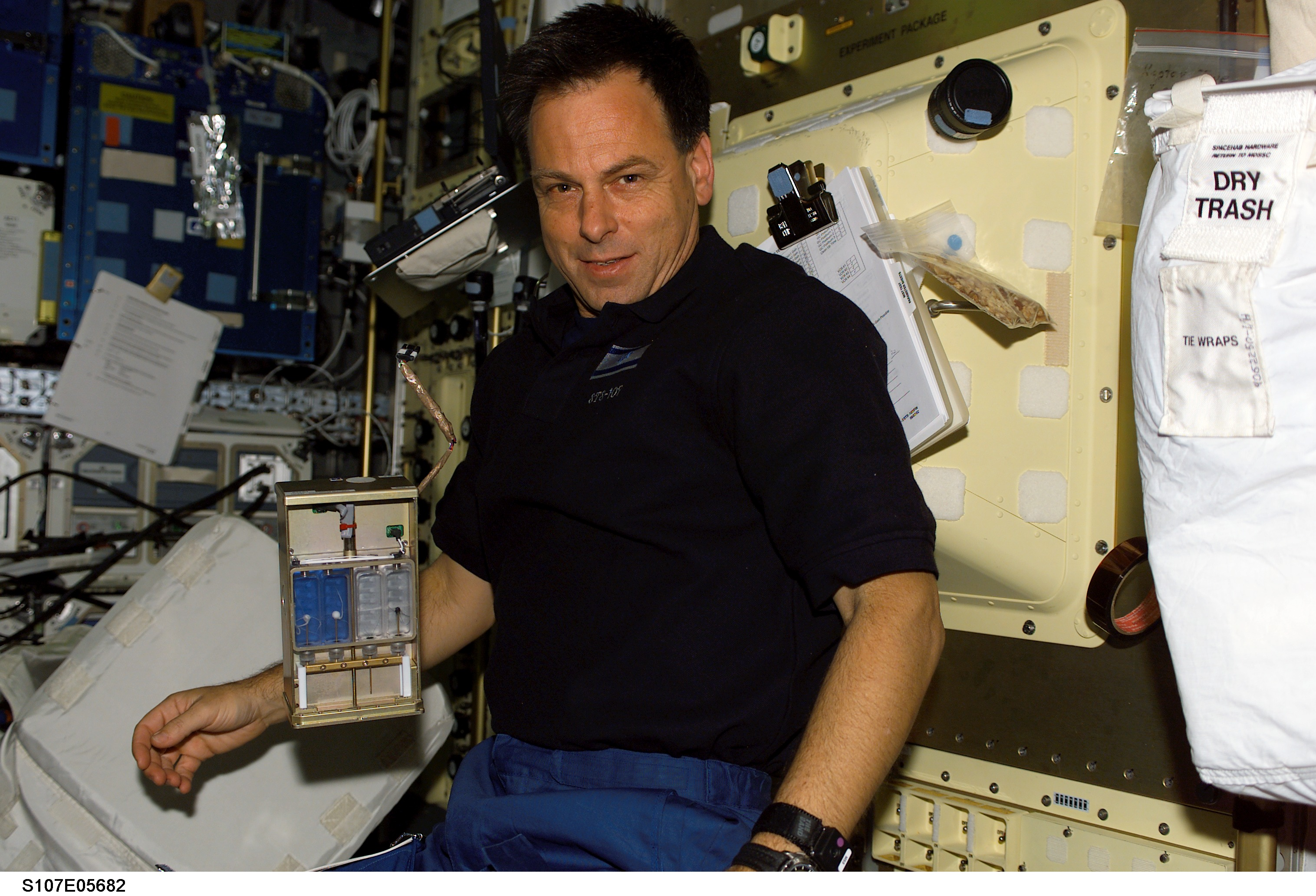
2003年1月24日，拉蒙在航天飞机中操作以色列中学的化学花园实验

此次任务搭载了80多项实验，其中包括由特拉维夫大学设计的地中海以色列尘埃实验（Mediterranean Israeli Dust Experiment）。这一实验通过多光谱相机观测地中海及撒哈拉沙漠地区的大气尘埃，研究其对气候变化的影响。拉蒙此次太空任务的主要工作便是操作这一实验。作为实验的两位首要负责人之一，他在训练中详细了解了各项细节，并预先学习了尘埃和气候的相关研究。他还参与了以色列科学家和欧洲空间局等机构设计的诸多实验，包括测试欧空局高级呼吸监测系统、研究微重力对植物和微生物的影响、燃烧实验以及多个生理生化实验。除此之外，他在任务中还携带了以色列职业技术协会莫茨金村中学（ORT Kiryat Motzkin Middle School）和以色列理工學院共同设计的化学花园实验，以研究无重力条件下的晶体生长。

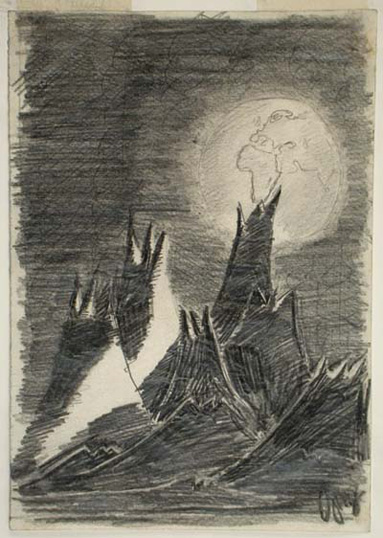
彼得·金兹的画作《月球風景》（Moon Landscape）

拉蒙认同锡安主义，对以色列和自己的犹太人身份有深厚的感情。他身为以色列首位宇航员，同时是大屠杀幸存者的儿子，深感自己肩负着特殊的责任。在执行任务前，拉蒙希望能将一件大屠杀受害者纪念物带入太空。在以色列猶太大屠殺紀念館的帮助下，他携带了彼得·金兹画作《月球風景》的复制品。这幅画是金兹14岁时关押在特雷津集中营期间创作，描绘了他想象中从月球看地球的风景。拉蒙认为此举对自己和以色列国民都有重要意义，证明“尽管大屠杀那一代人受尽苦难，但我们仍在继续前进”。他携带的私人物品中还有一位伯根-贝尔森集中营幸存者送给他的《妥拉》迷你卷轴，以色列总统摩西·卡察夫送给他的微缩本《詩篇》，装有犹太经典的门柱经卷，以及犹太教重要领袖、拉比梅纳赫姆·门德尔·什内尔松的一美元纸币。在飞行期间与以色列总理阿里埃勒·沙龙视频通话时，拉蒙向其国民展示了其中的《妥拉》卷轴，称其象征“犹太人战胜一切的生命力......能从最黑暗的时代走向未来充满信念和希望的时代。”
拉蒙在平时生活中是世俗犹太人，并不严格按照犹太教教规生活，但他认为自己作为以色列人的代表，应当在任务中展现其文化和宗教遗产。因此他在飞行前请求美国宇航局提供洁食，获得其许可和大力支持。他还特意请教了犹太教导师，研究如何在太空中计算安息日，但并不会在这一天休息。:3

## 事故遇难

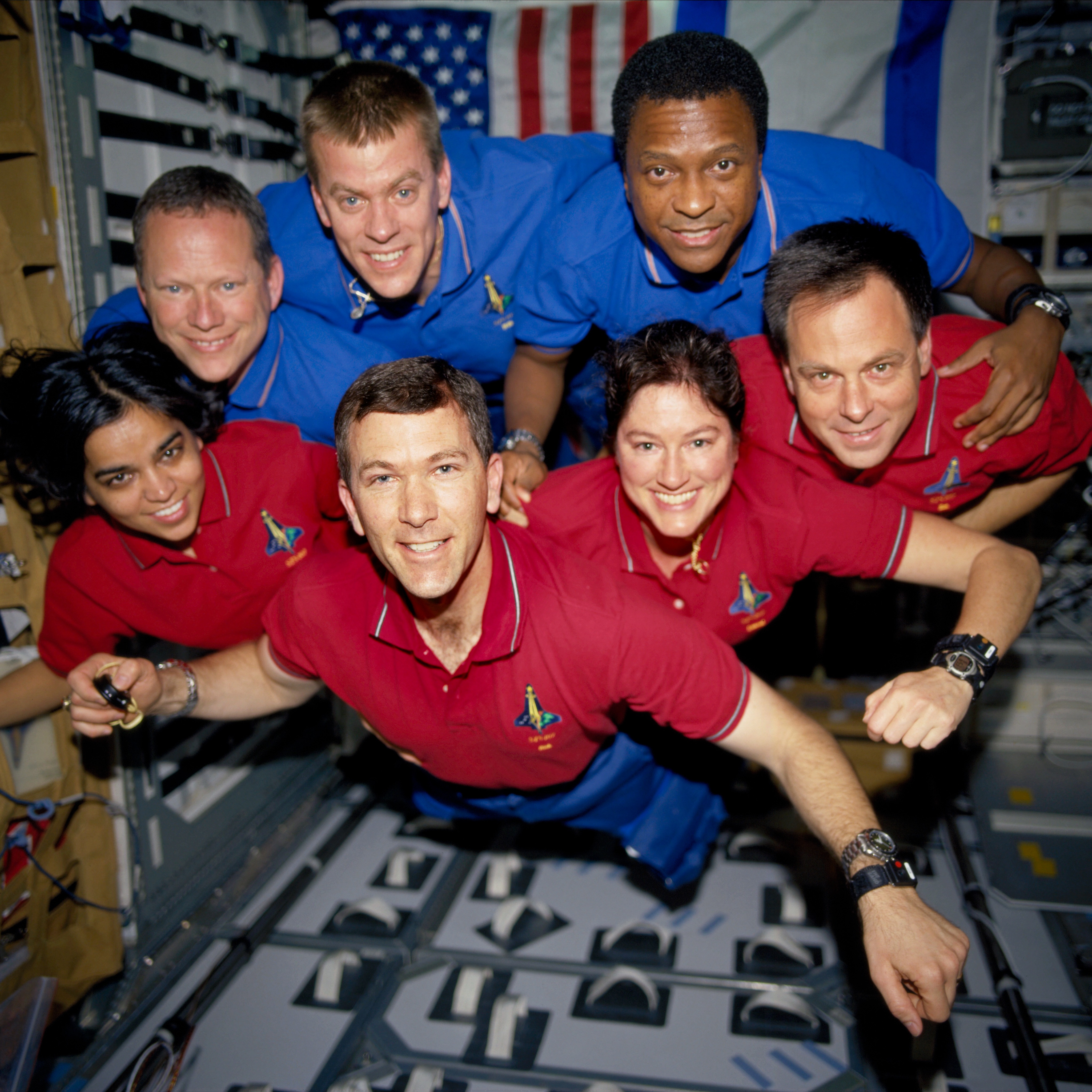
STS-107任务机组人员在航天飞机中的合影，七位宇航员分为红蓝两队，每队12小时轮班工作。前排红队左起依次为：乔拉、赫斯本德、克拉克和拉蒙；后排蓝队左起依次为：布朗、麦库尔和安德森。此照片是由在航天飞机残骸中找到的胶卷复原而成

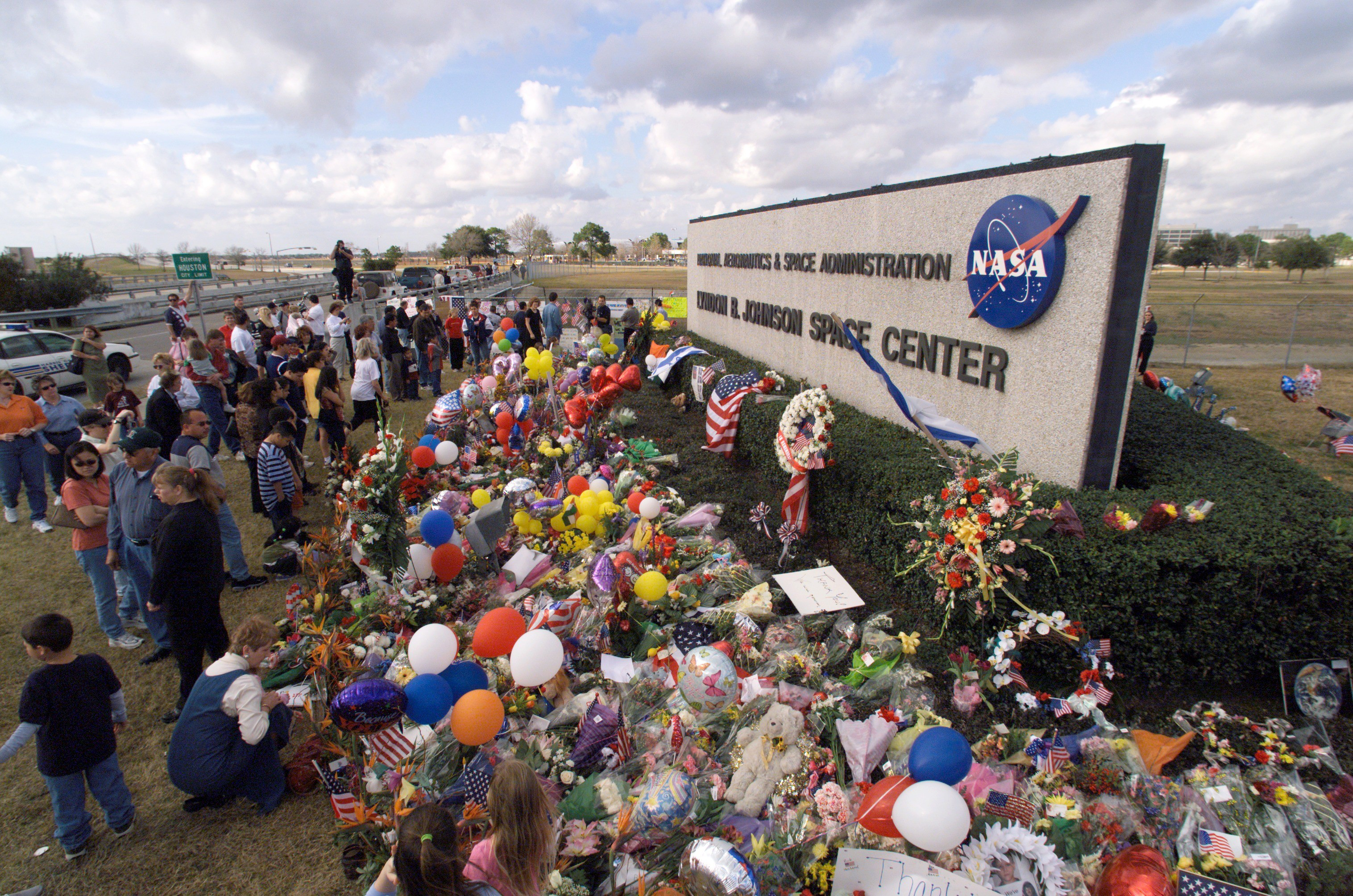
事故发生后，美国民众自发前往林顿·约翰逊太空中心为遇难宇航员献上鲜花和以美两国国旗

北美东部时间2003年2月1日，哥伦比亚号航天飞机完成任务，于8:15开始返航。哥伦比亚号于8:44再入大气层，按计划将于上午9:16着陆。进入大气层后，航天飞机逐渐出现一系列压力和温度异常，8:59左右在德克萨斯州上空约200,700英尺（61,200）时与地面控制中心失去联系。上午9时，有地面目击者称看到返回的航天飞机分解成多个小亮点，伴有巨大的声响。地面控制团队最终于12分钟后得知哥伦比亚号航天飞机已在空中解体，于是启动应急预案，展开搜救工作。此次任务总时长15天22小时20分钟。当天下午，美国宇航局证实，七名机组人员在此次事故中全部遇难。美国总统乔治·沃克·布什随后向以色列总理阿里埃勒·沙龙致电传达了拉蒙的死讯并致以慰问，然后发表讲话告知国民哥伦比亚号事故中“没有幸存者”。
次日，七位宇航员的遗体都已尋獲，身份确认和相关调查工作也已经展开。美国宇航局日后发布的调查报告中显示，七位机组成员在航天飞机失控解体的几秒内失去意识，数十秒内已经全部死亡，死因是缺氧、暴露于高海拔环境以及航天飞机失控造成的钝器创伤。而事故发生原因是航天飞机发射时外储燃料箱表面脱落的绝热材料碎片击中左翼，损坏了热防护系统。返航途中航天飞机摩擦大气层产生的大量热量因此烧穿了其外壳导致最终解体。
事故发生后，美国总统和以色列政府各自发表声明，对包括拉蒙在内的七位宇航员表示哀悼。美国白宫、国会大厦、肯尼迪航天中心以及其他联邦公共建筑都下半旗志哀。事故次日，以色列总理办公室门前的以美两国国旗降下半旗，同日的内阁会议在总理阿里埃勒·沙龙的主持下举行了哀悼仪式。美国民众也在全国各地的航天博物馆、佛罗里达州肯尼迪航天中心和德克萨斯州林顿·约翰逊太空中心为殉职宇航员献上鲜花和国旗，有民众专程为拉蒙献上以色列国旗和犹太教经典。美国政府于2月4日在休斯敦为七位宇航员举行追悼会，总统布什和宇航局局长肖恩·奧基夫等人到场出席。追悼会以希伯来语祈祷开场，以示对拉蒙的纪念。
2月5日，美方确认了拉蒙的遗体身份，之后于10日将遗体运抵以色列。遗体抵达时，以色列政府在本-古里安国际机场附近的空军基地举行追悼会，总统摩西·卡察夫、总理阿里埃勒·沙龙、军方和政府高层人士及美国宇航局代表等人到场出席。拉蒙的葬礼于2月11日以军队最高荣誉举行，仅有家人和朋友参加，未对公众和媒体开放。他的遗体下葬在以色列北部区耶斯列谷的納哈拉爾。

## 私人生活和家庭
伊兰·拉蒙的妻子罗娜·巴尔·西门托夫是土耳其移民的后代，出生于特拉维夫郊区的奥诺村。她从事体育健康教育和替代医学的研究，曾在以色列军队任辅助医护人员，后于以色列内坦亚的温格特学院获得体育健康教育的学士学位。拉蒙在特拉维夫大学就读期间结识了罗娜，两人于1986年10月16日结为夫妻，共育有三子一女。:26, 30其中三个孩子在日后曾效力于以色列空军。他在平时生活中喜爱滑雪和壁球。

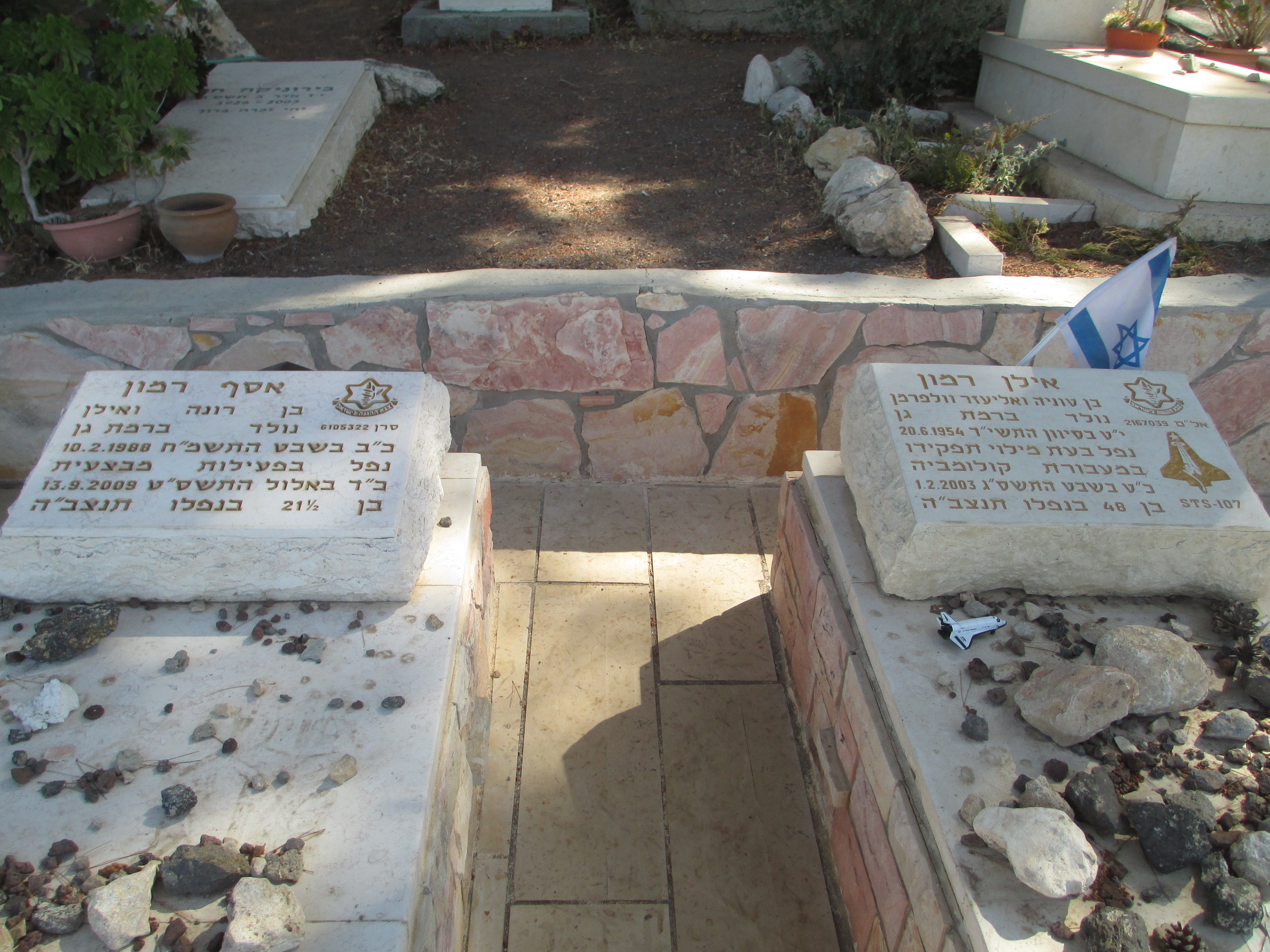
拉蒙父子位于納哈拉爾的坟墓，左为阿萨夫·拉蒙，右为伊兰·拉蒙。坟墓上的石块是祭扫者按照按照犹太习俗摆放，以帮助墓主人安息并寄托生者哀思

1998年，拉蒙赴美国参加宇航员训练时，罗娜和四个孩子也陪同他一起前往，之后一直住在美国，2004年才回到以色列。:30事故发生时，罗娜带着四个孩子和其他宇航员的家人一同在佛罗里达州肯尼迪航天中心的预定降落地点等待航天飞机返航。丈夫逝世后，罗娜一直生活低调，甚少进入公众视野，直至2009年长子逝世后才开始重获媒体关注，逐渐成为以色列的知名人物。
拉蒙的长子阿萨夫·拉蒙（1988年2月10日－2009年9月13日）曾在父亲任务前以及事故后多次表示自己希望成为一名飞行员或宇航员。他于2009年6月以班级第一的成绩完成了以色列空军的飞行课程，也和父亲一样成为一位F-16飞行员。时任以色列总统希蒙·佩雷斯亲自为他颁发空军徽章和荣誉。同年9月13日，拉蒙驾驶的F-16在一次例行训练中于约旦河西岸希伯仑附近撞山坠毁。他在事故中丧生，逝世时军衔为空军中尉，逝後追授上尉军衔。阿萨夫·拉蒙的遗体随后埋葬在父亲的坟墓旁，葬在罗娜为自己预留的墓穴中。
阿萨夫逝世后，罗娜前往美国马萨诸塞州莱斯利大学研究整体健康，获得硕士学位。她还向公众演讲介绍如何应对所爱之人逝世的哀思。2018年12月17日，54岁的罗娜因胰腺癌逝世。罗娜逝世后未按习俗举行葬礼，而是按照其遗愿火化，因她“不愿子女再经历埋葬亲人（的痛苦）”。罗娜逝世后，以色列总理本雅明·内塔尼亚胡、总统鲁文·里夫林等政界人士和美国宇航局都公开致以哀悼。

## 纪念
STS-107任务前，以色列国民已经将拉蒙视作国家英雄。该国政府将2002年确定为“太空年”，以纪念拉蒙参加此次任务，借此推动国内的太空研究和教育。政府还发行了纪念此次任务和太空年的特种邮票。
拉蒙逝世后，以色列国防军为他追授参谋长感谢勋章，称他“代表了以色列国家和军队，对文化传统和祖国人民表现出无限的热爱和忠诚”。美国宇航局为他追授太空飞行奖章和杰出公众服务奖章。2004年2月，美国总统布什为哥伦比亚号事故中遇难的七位宇航员颁发国会太空荣誉勋章，其中拉蒙是历史上唯一一位获得该奖项的非美国籍人士。美国肯尼迪航天中心和加利福尼亚州唐尼等地设立了纪念馆，政府在阿灵顿国家公墓树立了哥伦比亚号航天飞机纪念碑，背后刻有七位遇难宇航员的姓名。肯尼迪航天中心在太空镜纪念碑上刻下了七人的名字。2003年6月发射的勇气号火星探测器天线背面也写上了七人的姓名。美国宇航局将勇气号着陆点附近的一座火星丘陵群命名为哥伦比亚丘陵，其中一座山峰命名为拉蒙山。此外还有小行星51828和月球阿波罗环形山中的拉蒙陨石坑也是以他的名字命名。美国宇航局还在佛罗里达州卡纳维拉尔角附近的德文岛（Devon Island）上修建了伊兰·拉蒙的纪念碑。
以色列和美国多地以拉蒙的名字命名学校、公园和建筑。为STS-107任务设计了一项实验的职业技术学会莫茨金村中学在拉蒙逝世后也改以他的名字命名。內蓋夫本-古里安大學于2007年建立了“伊兰·拉蒙青年物理中心”，为中学生提供更高层次的物理课程和科学项目。本-古里安国际机场将机场控制塔更名为“伊兰·拉蒙航空交通管制塔”。2010年，以色列交通部将埃拉特新建的机场命名为“伊兰与阿萨夫·拉蒙机场”，以纪念这对父子。
在丈夫和儿子先后逝世之后，罗娜成立了“拉蒙基金会”纪念他们。基金会在以色列40多座城市开展了多项教育计划，向青年推广科技、工程和数学教育。这一组织还同以色列空军合作培育年轻领导人才，并和教育部、科技与空间部共同设立了一项“拉蒙奖”，鼓励发展科技和教育，培养年轻人领导力。自2006年起，以色列空军协会下属费舍尔空天战略研究院（The Fisher Institute for Air and Space Strategic Studies）联合科技与空间部、以美两国航天部門，每年召开“伊兰·拉蒙国际太空大会”，与以色列及全球的相关人士探讨太空航天领域的议题。这其中也有罗娜·拉蒙的参与。该国的非营利组织亦成立了以拉蒙名字命名的奖学金，鼓励国内航天事业发展。
2008年，耶路撒冷以色列博物馆展出了拉蒙的部分日记。这本日记是拉蒙在任务中的记录，由美国宇航局从航天飞机残骸中找回并交还给罗娜，后由以色列博物馆和警方鉴识人员共同复原而成。展出的这一小部分日记也成为以色列建国60周年历史纪念展的一部分。2013年，内盖夫沙漠城镇密支佩拉蒙在拉蒙凹地新建了一座伊兰·拉蒙纪念博物馆。2014年拉蒙诞辰60周年纪念日当天，搜索引擎Google在以色列推出了以他为主题的Google涂鸦。